# Mandjelia humphreysi
Mandjelia humphreysi är en spindelart som beskrevs av Raven och Churchill 1994. Mandjelia humphreysi ingår i släktet Mandjelia och familjen Barychelidae.
Artens utbredningsområde är Western Australia. Inga underarter finns listade i Catalogue of Life.